# Jan Knížek
Jan Knížek (Praga, 8 luglio 1901 – 1965) è stato un calciatore cecoslovacco, di ruolo attaccante.

## Carriera

### Nazionale
Esordisce il 28 giugno 1926 contro la Jugoslavia, in un'amichevole vinta 6-2.